# The Last Shot (2004)
The Last Shot is een Amerikaanse film uit 2004, geregisseerd door Jeff Nathanson.

## Verhaal
Een filmregisseur vindt een man om zijn nieuwste project te financieren, maar ontdekt al snel dat de producent eigenlijk een undercover FBI-agent is die werkt aan een maffia-operatie.

## Rolverdeling
- Matthew Broderick - Steven Schats
- Alec Baldwin - Joe Devine
- Toni Collette - Emily French
- Tony Shalhoub - Tommy Sanz
- Calista Flockhart - Valerie Weston
- Tim Blake Nelson - Marshal Paris
- Buck Henry - Lonnie Bosco
- Ray Liotta - Jack Devine
- Ian Gomez - Agent Nance
- Troy Winbush - Agent Ray Dawson
- Tom McCarthy - Agent Pike
- W. Earl Brown - Willie Gratzo
- Evan Jones - Troy Haines
- Glenn Morshower - Agent McCaffrey